# 山田彰
山田 彰（やまだ あきら、1932年〈昭和7年〉9月12日 - 2003年〈平成15年〉2月27日）は、日本の俳優。台湾台北州台北市出身。

## 人物
東宝の専属俳優。ジャンルを問わず数多くの映画に出演しているが、主に本多猪四郎、杉江敏男の監督作品への出演が多い。1970年以降は映画出演の記録が途絶えた。一部の資料では氏名が「山田 影」と誤記されている。
俳優を引退後、淀橋教会の小原十三司牧師との出会いを通して牧師となり、栃木県のウェスレアン・ホーリネス教団・塩谷キリスト教会にて伝道牧会にあたっていたが、2003年2月27日、交通事故により死去した。70歳没。

## 主な出演作品

### 映画
- プーサン（1953年 市川崑監督）：外食券を売る学生
- 太平洋の鷲（1953年 本多猪四郎監督）：少年航空兵A[4]
- 赤線基地（1953年 谷口千吉監督）：西川
- 七人の侍（1954年 黒澤明監督）：百姓
- 幽霊男（1954年 小田基義監督）：浩吉
- 獣人雪男（1955年 本多猪四郎監督）：梶[4]
- 船場の娘より 忘れじの人（1955年 杉江敏男監督）：バーテン
- 白夫人の妖恋（1956年 豊田四郎監督）
- 好人物の夫婦（1956年 千葉泰樹監督）：滝の兄
- 殉愛（1956年 鈴木英夫監督）
- 空の大怪獣 ラドン（1956年 本多猪四郎監督）：パイロット[5]
- 大番（1957年 千葉泰樹監督）：松本
- 三十六人の乗客（1957年 杉江敏男監督）：スキーバスの若者
- 青い山脈 新子の巻（1957年 松林宗恵監督）：男
- 愛情の都（1958年 杉江敏男監督）：小谷啓太
- お父さんはお人好し：浜三
  - お父さんはお人好し 家に五男七女あり（1958年 青柳信雄監督）
  - お父さんはお人好し 花嫁善哉（1958年 青柳信雄監督）
- 結婚のすべて（1958年 岡本喜八監督）：「キングサイズ」のボーイ
- 昭和刑事物語 俺にまかせろ（1958年 日高繁明監督）：市村刑事
- 変身人間シリーズ
  - 美女と液体人間（1958年 本多猪四郎監督）：若杉巡査[1][2]
  - ガス人間第一号（1960年 本多猪四郎監督）：図書館の男[1]（サングラスの男[2][3]）
- 若い娘たち（1958年 岡本喜八監督）：学生
- 大怪獣バラン（1958年 本多猪四郎監督）：一作[4]
- 若旦那大いに頑張る（1959年 中村積監督）：三郎
- デン助のやりくり親父（1959年 板谷紀之監督）
- 大学のお姐ちゃん（1959年 杉江敏男監督）：毛利
- 孫悟空（1959年 山本嘉次郎監督）
- 奥様三羽烏（1959年 青柳信雄監督）：目黒京太
- サラリーマン出世太閤記 課長一番槍（1959年 筧正典監督）：片桐
- 銀座のお姐ちゃん（1959年 杉江敏男監督）：柴田
- 戦国群盗伝（1959年 杉江敏男監督）：土岐家の家臣
- 上役・下役・ご同役（1959年 本多猪四郎監督）：小関新介
- 独立愚連隊（1959年 岡本喜八監督）
- 日本誕生（1959年 稲垣浩監督）
- 非情都市（1960年 鈴木英夫監督）：岡
- 国定忠治（1960年 谷口千吉監督）：五郎蔵
- 夜の流れ（1960年 成瀬巳喜男監督・川島雄三監督）：呉服屋の店員
- 男対男（1960年 谷口千吉監督）：塚本の子分
- 花のセールスマン 背広三四郎（1960年 岩城英二監督）：スポーツ東都のカメラマン
- 大坂城物語（1961年 稲垣浩監督）
- 暗黒街の弾痕（1961年 岡本喜八監督）：能中の子分
- 顔役暁に死す（1961年 岡本喜八監督）：半田組子分
- 若大将シリーズ
  - 大学の若大将（1961年 杉江敏男監督）：水泳部員
  - 銀座の若大将（1962年 杉江敏男監督）：麦倉
  - 日本一の若大将（1962年 福田純監督）：門馬
  - ハワイの若大将（1963年 福田純監督）：ヨット部員
- モスラ（1961年 本多猪四郎監督）：照準士[4]（爆撃機パイロット[3]）
- 紅の海（1961年 谷口千吉監督）：小原
- 椿三十郎（1962年 黒澤明監督）：侍
- サラリーマン 権三と助十：宇井
  - サラリーマン 権三と助十（1962年 青柳信雄監督）
  - サラリーマン 権三と助十 恋愛交叉点（1962年 青柳信雄監督）
- 妖星ゴラス（1962年 本多猪四郎監督）：隼号機関員[1][3]
- 妻という名の女たち（1963年 筧正典監督）：北原登
- 青島要塞爆撃命令（1963年 古澤憲吾監督）：補給隊員B[4]
- 恐怖の時間（1964年 岩内克己監督）：石崎
- 無責任遊侠伝（1964年 杉江敏男監督）
- 女体（1964年 恩地日出夫監督）：クラブのボーイ
- 太平洋奇跡の作戦 キスカ（1965年 丸山誠治監督）：ガンルーム士官C[4]
- 続 西の王将・東の大将（1965年 杉江敏男監督）：ホテルのボーイ
- 女は幾万ありとても（1966年 杉江敏男監督）：野崎
- 昭和残侠伝 唐獅子仁義（1969年 マキノ雅弘監督）：豊平　※東映作品
- コント55号 人類の大弱点（1969年 福田純監督）：自動車販売店の店員

### テレビドラマ
- 新・三等重役（1959年 - 1960年）
- 七人の刑事 第128話「黒の死角」（1964年）
- 青春とはなんだ 第26話「大山鳴動」（1966年） - 金高組の子分
- 特別機動捜査隊（NET、東映）
  - 第290話「美しくなりたい」（1967年） - 未吉
  - 第301話「女を喰う虫」（1967年） - 伊東
  - 第303話「兄ちゃんの馬鹿」（1967年） - 青年（A）
  - 第321話「八人の女」（1967年） - 西野
  - 第333話「夜明け前の故郷」（1968年） - 堀川
  - 第348話「嵐の中の恋」（1968年）
  - 第367話「鴉」（1968年）
- ジャイアントロボ 第16話「怪ロボットGR2」（1968年） - 坪山新平
- とぼけた奴ら 第18話「死刑は午前七時だぜ」（1968年）
- 怪奇大作戦 第15話「24年目の復讐」（1968年） - 米兵クラブのボーイ